# Coupe d'Asie des clubs champions 2001-2002
Navigation
Édition précédente Édition suivante
La Coupe d'Asie des clubs champions 2001-2002 voit le sacre du tenant du titre, le club sud-coréen de Suwon Samsung Bluewings qui bat leurs compatriotes du LG Cheetahs en finale au stade Azadi de Téhéran. C'est le 2e titre en Coupe d'Asie pour le club et la première finale disputée entre deux équipes d'un même pays.

## Premier tour

### Asie de l'Ouest
| Équipe 1             | Résultat | Équipe 2              | Aller | Retour |
| -------------------- | -------- | --------------------- | ----- | ------ |
| Esteghlal Téhéran    | -        | CS La Sagesse forfait | -     | -      |
| forfait Al Ramtha SC | -        | Al-Ittihad            | -     | -      |
| Al-Quds              | 2 - 1    | Al-Ahli               | 0 - 0 | 2 - 1  |
| Jableh               | 0 - 2    | Al Kuwait Kaifan      | 0 - 0 | 0 - 2  |
| Al-Zawra'a SC        | 7 - 1    | Al-Wakrah Sports Club | 3 - 0 | 4 - 1  |
| Köpetdag Achgabat    | 0 - 4    | Nasaf Qarshi          | 0 - 1 | 0 - 3  |

### Asie de l'Est
| Équipe 1                 | Résultat | Équipe 2                    | Aller | Retour |
| ------------------------ | -------- | --------------------------- | ----- | ------ |
| forfait Sông Lam Nghệ An | -        | Saunders SC                 | -     | -      |
| Happy Valley             | 12 - 0   | Grupo Desportivo de Lam Pak | 7 - 0 | 5 - 0  |
| Selangor FA              | 0 - 7    | Dalian Shide                | 0 - 2 | 0 - 5  |
| New Radiant              | 1 - 3    | Muktijoddha Sangsad KS      | 1 - 2 | 0 - 1  |
| BEC Tero Sasana          | 8 - 1    | Singapore Armed Forces FC   | 3 - 0 | 5 - 1  |
| Kashima Antlers          | 4 - 1    | Persija Jakarta             | 4 - 1 | [ 1 ]  |

## Huitièmes de finale

### Asie de l'Ouest
| Équipe 1         | Résultat      | Équipe 2          | Aller | Retour |
| ---------------- | ------------- | ----------------- | ----- | ------ |
| Al-Ittihad       | 4 - 4e        | Esteghlal Téhéran | 3 - 2 | 1 - 2  |
| Al-Kuwait Kaifan | 9 - 3         | Al-Quds           | 3 - 2 | 6 - 1  |
| Al-Wahda         | 3 - 3 4-3 tab | Al-Zawra'a SC     | 1 - 2 | 2 - 1  |
| Nasaf Qarshi     | 7 - 3         | Umed Douchambé    | 4 - 1 | 3 - 2  |

### Asie de l'Est
| Équipe 1                    | Résultat | Équipe 2               | Aller  | Retour |
| --------------------------- | -------- | ---------------------- | ------ | ------ |
| Suwon Samsung Bluewings (T) | 21 - 0   | Saunders SC            | 18 - 0 | 3 - 0  |
| Happy Valley                | 1 - 10   | Dalian Shide           | 0 - 2  | 1 - 8  |
| LG Cheetahs                 | 11 - 0   | Muktijoddha Sangsad KS | 8 - 0  | 3 - 0  |
| Kashima Antlers             | 3 - 1    | BEC Tero Sasana        | 3 - 0  | 0 - 1  |

## Quarts de finale
Les 8 équipes qualifiées sont réparties en 2 poules géographiques de 4 équipes qui s'affrontent une fois. Les deux premiers de chaque poule se qualifient pour les demi-finales.

### Asie de l'Ouest
- Matchs disputés à Abou Dabi, aux Émirats arabes unis

| Rang | Équipe            | Pts | J | G | N | P | Bp | Bc | Diff |  | Résultats (▼ dom., ► ext.) |  |     |     |     |
| ---- | ----------------- | --- | - | - | - | - | -- | -- | ---- |  | -------------------------- |  | --- | --- | --- |
| 1    | Esteghlal Téhéran | 7   | 3 | 2 | 1 | 0 | 9  | 4  | +5   |  | Esteghlal Téhéran          |  | 1-1 | 3-0 | 5-3 |
| 2    | Nasaf Qarshi      | 5   | 3 | 1 | 2 | 0 | 4  | 3  | +1   |  | Nasaf Qarshi               |  |     | 1-1 | 2-1 |
| 3    | Al-Kuwait Kaifan  | 2   | 3 | 0 | 2 | 1 | 3  | 6  | -3   |  | Al-Kuwait Kaifan           |  |     |     | 2-2 |
| 4    | Al-Wahda          | 1   | 3 | 0 | 1 | 2 | 6  | 9  | -3   |  | Al-Wahda                   |  |     |     |     |

### Asie de l'Est
- Matchs disputés à Jeju, en Corée du Sud

| Rang | Équipe                  | Pts | J | G | N | P | Bp | Bc | Diff |  | Résultats (▼ dom., ► ext.) |  |     |     |     |
| ---- | ----------------------- | --- | - | - | - | - | -- | -- | ---- |  | -------------------------- |  | --- | --- | --- |
| 1    | Suwon Samsung Bluewings | 7   | 3 | 2 | 1 | 0 | 4  | 0  | +4   |  | Suwon Samsung Bluewings    |  | 0-0 | 2-0 | 2-0 |
| 2    | LG Cheetahs             | 3   | 3 | 0 | 3 | 0 | 2  | 2  | 0    |  | LG Cheetahs                |  |     | 1-1 | 1-1 |
| 3    | Dalian Shide            | 2   | 3 | 0 | 2 | 1 | 1  | 3  | -2   |  | Dalian Shide               |  |     |     | 0-0 |
| 4    | Kashima Antlers         | 2   | 3 | 0 | 2 | 1 | 1  | 3  | -2   |  | Kashima Antlers            |  |     |     |     |

## Tableau final
- Toutes les rencontres sont disputées au Stade Azadi, à Téhéran.

|  | Demi-finales                | Demi-finales |                                 |       | Finale | Finale |
|  | Demi-finales                | Demi-finales |                                 |       | Finale | Finale |
|  |                             |              |                                 |       |        |        |
|  |                             |              |                                 |       |        |        |
|  |                             |              |                                 |       |        |        |
|  | Suwon Samsung Bluewings (T) | 3            |                                 |       |        |        |
|  | Suwon Samsung Bluewings (T) | 3            |                                 |       |        |        |
|  | Nasaf Qarshi                | 0            |                                 |       |        |        |
|  | Nasaf Qarshi                | 0            | Suwon Samsung Bluewings (T) tab | 0 (4) |        |        |
|  |                             |              | Suwon Samsung Bluewings (T) tab | 0 (4) |        |        |
|  |                             | LG Cheetahs  | 0 (2)                           |       |        |        |
|  | Esteghlal Téhéran           | LG Cheetahs  | 0 (2)                           | 1     |        |        |
|  | Esteghlal Téhéran           |              |                                 | 1     |        |        |
|  | LG Cheetahs                 | 2            |                                 |       |        |        |
|  | LG Cheetahs                 | 2            | Match pour la 3e place          |       |        |        |
|  |                             |              |                                 |       |        |        |
|  |                             |              |                                 |       |        |        |
|  |                             |              |                                 |       |        |        |
|  | Esteghlal Téhéran           | 5            |                                 |       |        |        |
|  | Esteghlal Téhéran           | 5            |                                 |       |        |        |
|  | Nasaf Qarshi                | 2            |                                 |       |        |        |
|  | Nasaf Qarshi                | 2            |                                 |       |        |        |